# Begonia variegata
Espèce
Synonymes
- Begonia masoniana var. maculata S.K.Chen, R.X.Zheng & D.Y.Xia[1]

Begonia variegata est une espèce de plantes de la famille des Begoniaceae. Ce bégonia est originaire du Viêt Nam. L'espèce fait partie de la section Coelocentrum. Elle a été décrite en 2005 par Yu Min Shui et Wen Hong Chen (2002). L'épithète spécifique variegata signifie « panachée », en référence à la coloration bicolore des feuilles. 

## Répartition géographique
Cette espèce est originaire du pays suivant : Viêt Nam.